# Vittorio Ambrosio
Vittorio Ambrosio (ur. 28 lipca 1879 w Turynie, zm. 19 listopada 1958 w Alassio) – włoski generał, minister wojny, dowódca wojsk okupacyjnych w Jugosławii. W styczniu 1942 roku objął stanowisko szefa sztabu wojsk lądowych. W lutym 1943 r. został szefem Naczelnego Dowództwa. Należał do przeciwników Benito Mussoliniego. 9 września 1943 roku uciekł z Rzymu przed wojskami niemieckimi. Został ministrem wojny w rządzie Pietro Badoglio zachowując stanowisko szefa Naczelnego Dowództwa. W listopadzie 1943 r. został zwolniony z obu stanowisk i objął urząd inspektora wojsk włoskich.